# 米哈伊利夫卡 (下布爾盧克長老區)
49°49′57″N 37°16′4″E / 49.83250°N 37.26778°E
米哈伊利夫卡（烏克蘭語：Михайлівка）是位於烏克蘭東部的村莊，由哈爾科夫州庫普揚斯克區的舍夫琴科韋市鎮負責管轄，位于该市镇的下布爾盧克长老区。該村處於大布爾盧克河畔，始建於1870年，面積0.09平方公里，海拔高度109米，2001年人口13。